# Gaetano Stammati
Gaetano Stammati (* 5. Oktober 1908 in Neapel; † 11. Februar 2002) war ein italienischer Politiker der Democrazia Cristiana (DC), der von 1976 bis 1983 dem Senat (Senato della Repubblica) als Mitglied angehörte und mehrmals Minister verschiedener Regierungen war.

## Leben
Stammati war als freier Dozent für Volkswirtschaftslehre, Finanzwissenschaft und Finanzrecht tätig sowie zwischen dem 14. September 1967 und dem 22. April 1972 Leiter des Staatlichen Rechnungsamtes (Ragioneria generale dello Stato).
Am 12. Februar 1976 wurde er Ministerpräsident Aldo Moro als Finanzminister (Ministro delle finanze) in dessen fünftes Kabinett berufen und bekleidete dieses Amt bis zum 28. Juli 1976. Zwischenzeitlich wurde er bei den Wahlen vom 20. Juni 1976 für die DC erstmals zum Mitglied des Senats (Senato della Repubblica) gewählt und vertrat in diesem bis zum 11. Juli 1983 die Interessen der Region Latium. Während seiner Senatsmitgliedschaft war er in der siebten Legislaturperiode zwischen Juli 1976 und September 1979 Mitglied des Ständigen Senatsausschusses für Finanzen und Schatz.
Im dritten Kabinett Andreotti bekleidete Stammati vom 29. Juli 1976 bis zum 10. März das Amt des Schatzministers (Ministro del tesoro) und war danach zwischen dem 11. März 1978 und dem 19. März 1979 Minister für öffentliche Arbeiten (Ministro dei lavori pubblici) im vierten Kabinett Andreotti, ehe er im fünften Kabinett Andreotti sowie im ersten Kabinett Cossiga vom 20. März bis zum 3. April 1980 Minister für Außenhandel (Ministro del commercio con l’estero) war.
Während der achten Legislaturperiode war Stammati zudem von September 1979 bis April 1980 zunächst Mitglied des Ständigen Senatsausschusses für Justiz sowie anschließend zwischen April 1980 und Juli 1983 Mitglied des Ständigen Senatsausschusses für den Haushalt. Nachdem am 20. Mai 1981 seine Mitgliedschaft in der Freimaurerloge Propaganda Due (P2) bekannt wurde, zog er sich jedoch weitgehend aus dem politischen Leben zurück.